# Tomasz Lipiec
Tomasz Wojciech Lipiec (Varsavia, 10 maggio 1971) è un ex marciatore, giornalista e politico polacco, ministro dello sport durante il governo Kaczyński, del partito Diritto e Giustizia.

## Carriera sportiva
Ha iniziato la propria carriera sportiva prima come calciatore nel 1985 con l'Olimpia Varsavia, per poi avvicinarsi alla marcia dall'anno seguente. È stato campione nazionale di marcia 50 km per tre volte, ha preso parte a manifestazioni internazionali di rilievo tra cui i Giochi olimpici di Sydney 2000, che videro la vittoria del connazionale Robert Korzeniowski.

Nel 1993, Lipiec fu squalificato per quattro anni dalle competizione in seguito alla positività ai test antidoping, non riuscendo a rientrare in tempo per prendere parte ai Giochi olimpici di Atlanta 1996.

## Carriera politica
Terminata l'attività agonistica, laureatosi nel 1996 alla Scuola di economia di Varsavia, si cimentò nella carriera giornalistica, scrivendo per Gazeta Wyborcza. Nel 2005 è entrato a far parte del Comitato Olimpico Polacco e nel comitato a sostegno del candidato presidente Lech Kaczyński. A 34 anni, il 31 ottobre 2005, è stato nominato ministro dello sport dal primo ministro Kazimierz Marcinkiewicz e confermato l'anno seguente dal conservatore Jarosław Kaczyński.

Il 2 luglio 2007 viene accusato di corruzione nell'ambito di un'indagine del CBA sulla costruzione dello Stadio nazionale di Varsavia, costringendolo a dimettersi il 9 luglio. In attesa del processo per aver accettato 100.000 złoty, l'ingiunzione d'arresto del tribunale è stata trasformata in una cauzione di buona condotta, pagando 80.000 złoty guadagnò la libertà un anno più tardi. Al termine del processo, il 17 aprile 2012 è stato condannato a 3 anni e 5 mesi di carcere e il veto a ricoprire per 10 anni qualsiasi tipo di incarico pubblico, diventati un anno più tardi - tramite ricorso - 2 anni e 3 mesi. Nell'agosto 2014, verrà rilasciato senza aver estinto la condanna.

## Palmarès
| Anno | Manifestazione  | Sede     | Evento       | Risultato | Prestazione | Note |
| ---- | --------------- | -------- | ------------ | --------- | ----------- | ---- |
| 1997 | Mondiali        | Atene    | Marcia 50 km | 5º        | 3h50'14"    |      |
| 1998 | Europei         | Budapest | Marcia 50 km | 5º        | 3h48'05"    |      |
| 2000 | Giochi olimpici | Sydney   | Marcia 50 km | dnf       | dnf         |      |
| 2001 | Mondiali        | Edmonton | Marcia 50 km | 9º        | 3h53'06"    |      |

## Altre competizioni internazionali
1997
- 5º in Coppa del mondo ( Poděbrady), marcia 50 km - 3h41'58"

1998
- Oro in Coppa Europa ( Dudince), marcia 50 km - 3h42'57"

1999
- Argento in Coppa del mondo ( Mézidon-Canon), marcia 50 km - 3h40'08"

2000
- 7º in Coppa Europa ( Eisenhüttenstadt), marcia 20 km - 1h20'48"

2002
- Bronzo in Coppa del mondo ( Torino), marcia 50 km - 3h45'37"